# Circuito Gilles Villeneuve
O Circuito Gilles Villeneuve (pronúnciaⓘ) é um circuito localizado na Ilha de Notre Dame, na cidade de Montreal, maior cidade da província de Quebec, no Canadá. É a sede anual do Grande Prêmio do Canadá de Fórmula 1 desde 1978. Recebeu esse nome em homenagem ao piloto Gilles Villeneuve.

## Pista

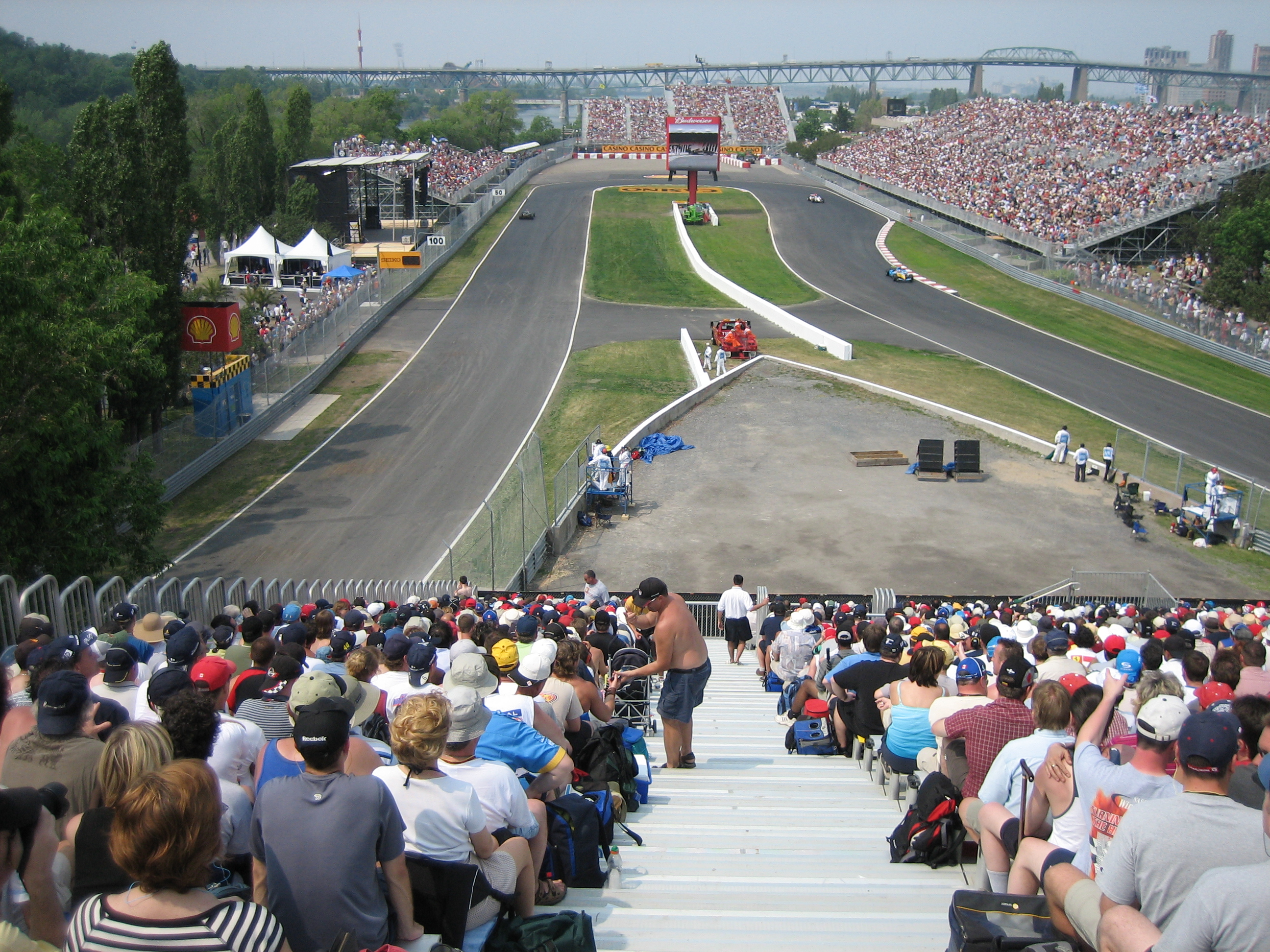
L'Epingle, ou grampo de cabelo.

Montreal é uma pista meio de rua e meio permanente. Parte do traçado é usado durante o ano pelos freqüentadores do Park Jean-Drapeau, da Ilha de Notre Dame, uma ilha artificial no Rio St. Lawrence, construída para receber algumas instalações dos Jogos Olímpicos de 1976. Atrás dos boxes fica a raia olímpica usada para as competições de remo. Nela, todos os anos, os mecânicos disputam uma divertida regata com barcos feitos de sucata dos boxes, como pneus velhos, pedaços de papelão e latas de óleo.
O circuito em si não é dos melhores. A pista é muito estreita e apresenta algumas ondulações. As ruas usadas na corrida são fechadas por barreiras, nas quais muitos pilotos experientes já bateram. Uma delas é uma parede no final da chicane que leva à reta dos boxes, construída em 1994, para reduzir a velocidade na curva 13, na Virage du Casino.

### Muro dos Campeões[1]

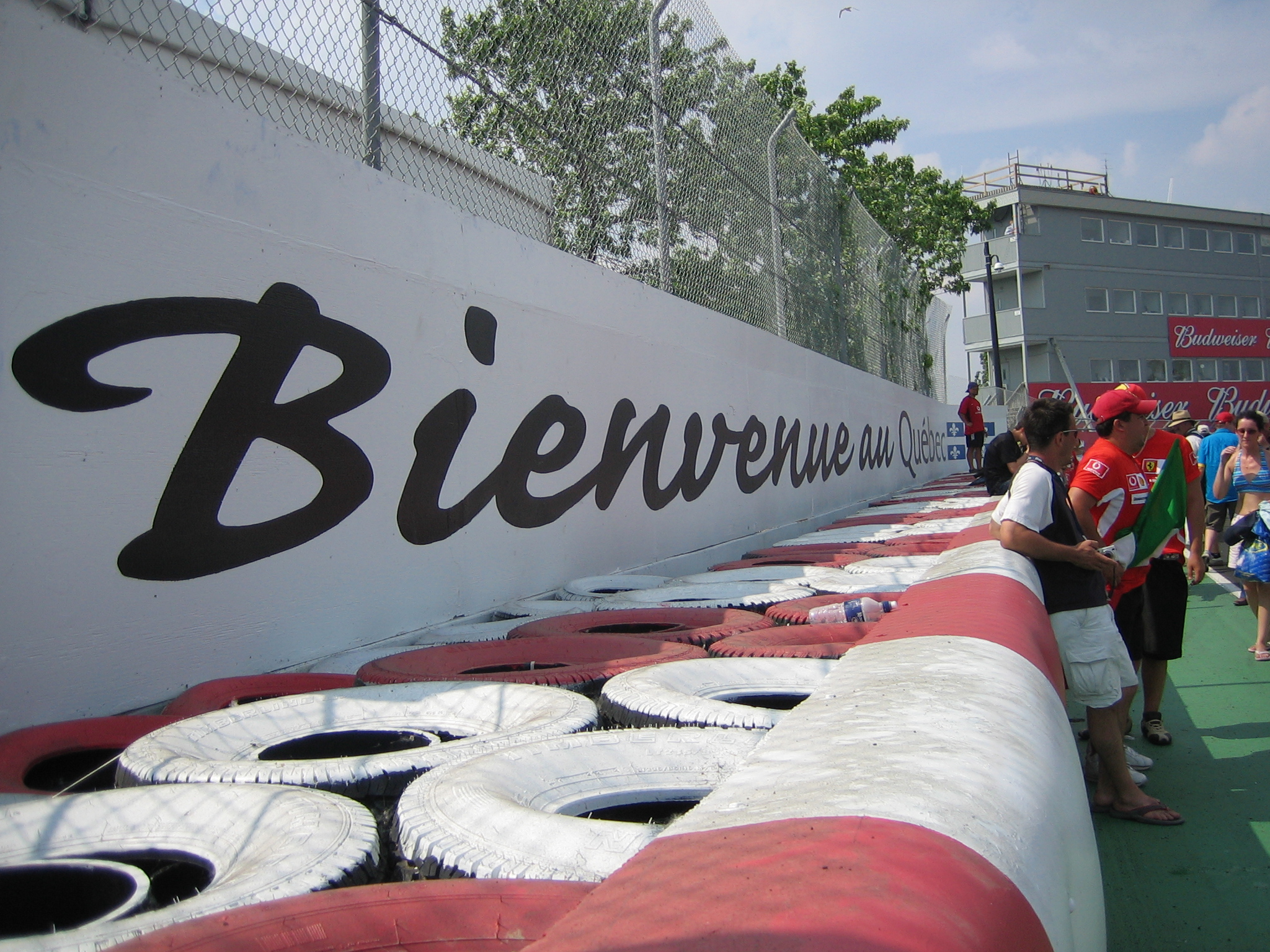
Muro dos Campeões

Ironizando a saudação nela inscrita, “Bem-vindo ao Quebec”, os pilotos lhe deram o apelido de “Muro de Quebec”. Em 1999, três campeões do mundo, Damon Hill, Jacques Villeneuve e Michael Schumacher, terminaram a prova de forma idêntica, de encontro a ela, e desde então, a barreira passou a ser conhecida também como o “Muro dos Campeões”.

## Provas Disputadas e Vencedores
A pista é palco desde 1978, não sendo disputado em 1987, 2009, 2020 e 2021 por causa da pandemia de Covid-19. 
| Ano                      | Piloto             | Chassi/Motor        | Detalhes |
| ------------------------ | ------------------ | ------------------- | -------- |
| 2025                     | George Russell     | Mercedes            | Detalhes |
| 2024                     | Max Verstappen     | Red Bull-Honda RBPT | Detalhes |
| 2023                     | Max Verstappen     | Red Bull-Honda RBPT | Detalhes |
| 2022                     | Max Verstappen     | Red Bull-RBPT       | Detalhes |
| Não houve em 2020 e 2021 |                    |                     |          |
| 2019                     | Lewis Hamilton     | Mercedes            | Detalhes |
| 2018                     | Sebastian Vettel   | Ferrari             | Detalhes |
| 2017                     | Lewis Hamilton     | Mercedes            | Detalhes |
| 2016                     | Lewis Hamilton     | Mercedes            | Detalhes |
| 2015                     | Lewis Hamilton     | Mercedes            | Detalhes |
| 2014                     | Daniel Ricciardo   | Red Bull-Renault    | Detalhes |
| 2013                     | Sebastian Vettel   | Red Bull-Renault    | Detalhes |
| 2012                     | Lewis Hamilton     | McLaren-Mercedes    | Detalhes |
| 2011                     | Jenson Button      | McLaren-Mercedes    | Detalhes |
| 2010                     | Lewis Hamilton     | McLaren-Mercedes    | Detalhes |
| Não houve em 2009        |                    |                     |          |
| 2008                     | Robert Kubica      | BMW Sauber          | Detalhes |
| 2007                     | Lewis Hamilton     | McLaren-Mercedes    | Detalhes |
| 2006                     | Fernando Alonso    | Renault             | Detalhes |
| 2005                     | Kimi Räikkönen     | McLaren-Mercedes    | Detalhes |
| 2004                     | Michael Schumacher | Ferrari             | Detalhes |
| 2003                     | Michael Schumacher | Ferrari             | Detalhes |
| 2002                     | Michael Schumacher | Ferrari             | Detalhes |
| 2001                     | Ralf Schumacher    | Williams-BMW        | Detalhes |
| 2000                     | Michael Schumacher | Ferrari             | Detalhes |
| 1999                     | Mika Häkkinen      | McLaren-Mercedes    | Detalhes |
| 1998                     | Michael Schumacher | Ferrari             | Detalhes |
| 1997                     | Michael Schumacher | Ferrari             | Detalhes |
| 1996                     | Damon Hill         | Williams-Renault    | Detalhes |
| 1995                     | Jean Alesi         | Ferrari             | Detalhes |
| 1994                     | Michael Schumacher | Benetton-Ford       | Detalhes |
| 1993                     | Alain Prost        | Williams-Renault    | Detalhes |
| 1992                     | Gerhard Berger     | McLaren-Honda       | Detalhes |
| 1991                     | Nelson Piquet      | Benetton-Ford       | Detalhes |
| 1990                     | Ayrton Senna       | McLaren-Honda       | Detalhes |
| 1989                     | Thierry Boutsen    | Williams-Renault    | Detalhes |
| 1988                     | Ayrton Senna       | McLaren-Honda       | Detalhes |
| Não houve em 1987        |                    |                     |          |
| 1986                     | Nigel Mansell      | Williams-Honda      | Detalhes |
| 1985                     | Michele Alboreto   | Ferrari             | Detalhes |
| 1984                     | Nelson Piquet      | Brabham-BMW         | Detalhes |
| 1983                     | René Arnoux        | Ferrari             | Detalhes |
| 1982                     | Nelson Piquet      | Brabham-BMW         | Detalhes |
| 1981                     | Jacques Laffite    | Ligier-Matra        | Detalhes |
| 1980                     | Alan Jones         | Williams-Ford       | Detalhes |
| 1979                     | Alan Jones         | Williams-Ford       | Detalhes |
| 1978                     | Gilles Villeneuve  | Ferrari             | Detalhes |

### Por pilotos, equipes e países que mais venceram2
|          |                    |                                          |
| Vitórias | Pilotos            | Edições                                  |
| 7        | Michael Schumacher | 1994, 1997, 1998, 2000, 2002, 2003, 2004 |
| 7        | Lewis Hamilton     | 2007, 2010, 2012, 2015, 2016, 2017, 2019 |
| 3        | Nelson Piquet      | 1982, 1984, 1991                         |
| 3        | Max Verstappen     | 2022, 2023, 2024                         |
| 2        | Alan Jones         | 1979, 1980                               |
| 2        | Ayrton Senna       | 1988, 1990                               |
| 2        | Sebastian Vettel   | 2013, 2018                               |
| 1        | Gilles Villeneuve  | 1978                                     |
| 1        | Jacques Laffite    | 1981                                     |
| 1        | René Arnoux        | 1983                                     |
| 1        | Michele Alboreto   | 1985                                     |
| 1        | Nigel Mansell      | 1986                                     |
| 1        | Thierry Boutsen    | 1989                                     |
| 1        | Gerhard Berger     | 1992                                     |
| 1        | Alain Prost        | 1993                                     |
| 1        | Jean Alesi         | 1995                                     |
| 1        | Damon Hill         | 1996                                     |
| 1        | Mika Hakkinen      | 1999                                     |
| 1        | Ralf Schumacher    | 2001                                     |
| 1        | Kimi Räikkönen     | 2005                                     |
| 1        | Fernando Alonso    | 2006                                     |
| 1        | Robert Kubica      | 2008                                     |
| 1        | Jenson Button      | 2011                                     |
| 1        | Daniel Ricciardo   | 2014                                     |
| 1        | George Russell     | 2025                                     |

|          |            |                                                                  |
| Vitórias | Construtor | Edições                                                          |
| 11       | Ferrari    | 1978, 1983, 1985, 1995, 1997, 1998, 2000, 2002, 2003, 2004, 2018 |
| 9        | McLaren    | 1988, 1990, 1992, 1999, 2005, 2007, 2010, 2011, 2012             |
| 7        | Williams   | 1979, 1980, 1986, 1989, 1993, 1996, 2001                         |
| 5        | Red Bull   | 2013, 2014, 2022, 2023, 2024                                     |
| 5        | Mercedes   | 2015, 2016, 2017, 2019, 2025                                     |
| 2        | Brabham    | 1982, 1984                                                       |
| 2        | Benetton   | 1991, 1994                                                       |
| 1        | Ligier     | 1981                                                             |
| 1        | Renault    | 2006                                                             |
| 1        | BMW Sauber | 2008                                                             |

|          |               |                                                                  |
| Vitórias | País          | Edições                                                          |
| 11       | Reino Unido   | 1986, 1996, 2007, 2010, 2011, 2012, 2015, 2016, 2017, 2019, 2025 |
| 10       | Alemanha      | 1994, 1997, 1998, 2000, 2001, 2002, 2003, 2004, 2013, 2018       |
| 5        | Brasil        | 1982, 1984, 1988, 1990, 1991                                     |
| 4        | França        | 1981, 1983, 1993, 1995                                           |
| 3        | Austrália     | 1979, 1980, 2014                                                 |
| 3        | Países Baixos | 2022, 2023, 2024                                                 |
| 2        | Finlândia     | 1999, 2005                                                       |
| 1        | Canadá        | 1978                                                             |
| 1        | Itália        | 1985                                                             |
| 1        | Bélgica       | 1989                                                             |
| 1        | Áustria       | 1992                                                             |
| 1        | Espanha       | 2006                                                             |
| 1        | Polónia       | 2008                                                             |

↑2  (Última atualização: GP do Canadá de 2025)

## Recordes em Montreal
|                       | Piloto             | Chassi/Motor     | Tempo        | Ano  |
| --------------------- | ------------------ | ---------------- | ------------ | ---- |
| Pole Position         | Sebastian Vettel   | Ferrari V6 Turbo | 1min 10s 764 | 2018 |
| Melhor Volta na Prova | Rubens Barrichello | Ferrari V10      | 1min 13s 622 | 2004 |

| Configuração Circuito         | Categória | Evento                    | Tipo Evento | Tempo    | Piloto             | Carro            |
| Current F1 Grand Prix Circuit | Fórmula 1 | GP do Canadá de 2004      | Race        | 1:13.622 | Rubens Barrichello | Ferrari V10      |
| 2002 Molson Indy Montreal     | Champ Car | 2002 Molson Indy Montreal | Race        | 1:20.238 | Dario Franchitti   | Lola B2/00-Honda |
| ----------------------------- | --------- | ------------------------- | ----------- | -------- | ------------------ | ---------------- |

↑1  Corrida programada para 70 voltas, ranking estabelecido na 68ª volta porque a bandeira quadriculada foi erroneamente apresentada uma volta muito cedo.